# Reprezentacja Kostaryki U-20 w piłce nożnej mężczyzn
Reprezentacja Kostaryki U–20 w piłce nożnej – młodzieżowa reprezentacja Kostaryki sterowana przez Kostarykański Związek Piłki Nożnej. Jej największym sukcesem jest czwarte miejsce na świecie w 2009 roku.

## Występy w MŚ U–20
- 1977: Nie zakwalifikowała się
- 1979: Nie zakwalifikowała się
- 1981: Nie zakwalifikowała się
- 1983: Nie zakwalifikowała się
- 1985: Nie zakwalifikowała się
- 1987: Nie zakwalifikowała się
- 1989: Runda grupowa
- 1991: Nie zakwalifikowała się
- 1993: Nie zakwalifikowała się
- 1995: Runda grupowa
- 1997: Runda grupowa
- 1999: 1/16 finału
- 2001: 1/16 finału
- 2003: Nie zakwalifikowała się
- 2005: Nie zakwalifikowała się
- 2007: Runda grupowa
- 2009: Czwarte miejsce
- 2011: 1/8 finału
- 2013: Nie zakwalifikowała się
- 2015: Nie zakwalifikowała się
- 2017: 1/8 finału
- 2019: Nie zakwalifikowała się